# Stefano Maderno
Stefano Maderno nasceu ao redor de 1576 perto de Bissone, nas cercanias de Lugano, e morreu em 1636 em Roma. Escultor e restaurador lombardo, trabalhou em Roma. Dizem-no irmão de Carlo Maderno. Entre suas numerosas imagens de santos, que mais tarde foram influenciadas por Bernini, as mais importantes são as de "Santa Cecília", em Santa Cecilia in Trastevere,  de 1599, e as da capela Paulina na igreja de Santa Maria Maior, 1608, ambas em Roma.
Há provas de que trabalhou no Vaticano e no Quirinale entre 1615 e 1622.